# Миклош II Гараи
Миклош (Николас) II Гараи (хорв. Nikola II Gorjanski, венг. Garai Miklós II; 1367—1433) — палатин Венгрии (1402—1433), бан Мачвы, Усоры, Тузлы, Славонии, Хорватии и Далмации. Старший сын Николаса I Гараи (1325—1386), палатина Венгрии (1375—1386).

## Биография
Фамилия Гараи происходила от принадлежавшей им деревни Gara / Goria (современная деревня Gorjani около города Джяково в Хорватии). По происхождению Гараи были венграми, но так как они часто управляли южными областями Венгерского королевства, то чаще использовалось славянское произношение фамилии.
Николас II Гараи являлся представителем старинного и знатного венгерского рода Гараи. Это семейство присутствовало в королевском окружении и играло видную политическую и военную роль. С 1402 по 1433 год управлял Венгрией, а также Славонием, Хорватией и Далмацией. Также через своих вассалов правил в Браничево, Среме, Бачке, Банате и Баранье.
Вместе со своим близким союзником Сцибором из Сцибожице, он стал одним из самых богатых и крупных феодалов в Венгрии на протяжении более 30 лет. Миклош II Гарай являлся фактическим правителем Венгрии рядом с королём Сигизмундом.
Проявил себя в основном как видный политический деятель Венгрии. В 1396 году участвовал в Никопольском крестовом походе. После поражения крестоносцев от турок-османов под Никополем в Болгарии Миклош Гараи вместе с венгерским королём Сигизмундом Люксембургским отплыл на корабле с поля боя. Затем Николас Гараи был отправлен Сигизмундом для управления Венгрией в период отсутствия короля. Участник Грюнвальдской битвы на стороне Тевтонского ордена. В 1416 году Сигизмунд Люксембург решил закрепить их отношения, введя Николаса в число рыцарей ордена Дракона. Следует отметить, что Миклош Гараи с Сигизмундом инициировал создание данного ордена, и именно он настоял, чтобы в числе задач ордена в его уставе было прописано требование защиты короля и королевского окружения от заговоров. Рыцарский патент был предоставлен также и Николасу Гараи.

## Семья
Николас II Гараи и был дважды женат. Его первой женой стала Елена (Теодора) Лазаревич (ум. до 1405), вторая дочь сербского деспота Лазаря Хребеляновича (1329—1389) и Милицы Неманич (ок. 1335—1405).
В 1405 году вторично женился на Анне Цилли (1384—1439), дочери графа Германа II фон Цилли (1365—1435) и графини Анны Шаунбер (ок. 1358—1396), сестре Барбары Цилли, второй жены венгерского короля и германского императора Сигизмунда Люксембурга. Дети от второго брака: Дорота (ум. 1443), Барбара (Елизавета), Владислав (Ласло) (1410—1459) и Янош (ум. до 1432).
Его старший сын Ласло II Гараи (1410—1459) был палатином Венгерского королевства (1447—1458). Заключив соглашение с родом Хуньяди, он вначале поддерживал кандидатуру Матьяша Хуньяди (Корвина) на королевский трон Венгрии. Однако позднее, когда Хуньяди не выполнил условия сделки, семейство Гараи вместе со своими сторонниками выступили против Матьяша Хуньяди (Корвина). Внучка Николаса — Анна Гараи — была помолвлена с Матиашем Корвином, но дело до свадьбы не дошло.